# イノマー
イノマー（本名：猪股 昌也（いのまた まさや）、1966年11月27日 - 2019年12月19日）は、日本のロック・バンド、オナニーマシーンのボーカル兼ベース担当。元オリコン編集者。特殊分泌家。東京都北区出身。享年53歳。

## 来歴

### 編集者時代
駒澤大学法学部卒業後、オリコンに入社。『オリコン・ウィーク The Ichiban』（後の『オリ★スタ』）の編集長に29歳の若さで就任。その後、紙面ではサブカルチャー、あるいはマニアックでエロかつ下品な文体・内容に満ちたコーナー等を担当。長らく読者ページも担当し、投稿者とのキャッチボールも人気となる。紙面において裸体を晒したなどで副編集長に降格。その後も昇進・降格を経験し、最終的には副編集長。音楽雑誌らしくない、その毒に満ちた個性的な記事はオリコンの顔でもあった。オリコン在籍時からラジオ番組などに出演し、他社の出版物である『インディーズ・マガジン』（当時リットーミュージック発行）にも寄稿。ザ・ブルーハーツのベスト盤『EAST WEST SIDE STORY』やGOING STEADYのシングル『童貞ソー・ヤング』のライナーノーツなども担当した。長らく猪股を庇い、可愛がっていた小池聰行が死去した2001年に独立。しばらくオリコンに寄稿するも、誌面リニューアルに伴い疎遠になる。その後は編集・執筆活動と共に、バンド活動をメインとする。
AV鑑賞とオナニーが趣味。結婚を2度経験するが、いずれも妻に浮気され離婚。その後は独身であった。音楽・お笑い関係の飲み友達が多く、その交友関係は広かった。オリコン編集者時代に見出した音楽家は峯田和伸、氣志團、ガガガSP、サンボマスターなど。またブレイク前から江頭2:50を評価し、連載コラムを任せるなど後述の闘病以降も関係性が続いた。

### バンド活動
オリコン編集者時代から活動していたロック・バンド「オナニーマシーン」が2002年にインディーズでCDデビュー。2003年にサンボマスターとのスプリット・アルバム『放課後の性春』でSony Music Recordsからメジャー・デビュー。この時期には「青春パンクロックの立役者」「童貞のカリスマ」などと呼ばれた。バンド活動の詳細はオナニーマシーン#略歴も参照。
2005年にはソフト・オン・デマンド（SODクリエイト）よりAV監督デビュー（タイトルは『素人お嬢さんに色々わがまま言ってオナニーさせてもらいました 〈下北沢編〉 オナニーマシーン、イノマー狂い咲きオナニー・ロード』）。常日頃から原稿のネタにしていたAVの中でもソフト・オン・デマンドの大ファンを公言しており、同社よりAV監督デビューのオファーがあったという。その後は監督を務めていないが、2004年クリスマス・イブに行われたライブの来場者プレゼントDVD（イノマーと峯田和伸の対談・演奏）をSODで作成したり、オナニーマシーン初のDVD『裸の大将〜野に咲くバカのように〜』のパッケージデザインをSODの関連会社・SODアートワークスが手がけるなど、交流は続いていた。

### 闘病
2018年7月21日に口腔底癌で、余命3年と宣告されたことを公表した。同年8月25日に急遽『=手術直前SPお医者さんには内緒でね=「緊急真昼無料!ティッシュタイム～“イノマー現形態”ラスト・ライブ」』を東京・渋谷ラママで開催。手術前に受けた担当医の説明では、舌の2/3を切除と言われていたが術後、目が覚めたら全部切除されていた。2019年7月に口腔底癌が転移し、再発したことを公表した。
癌の進行がステージ4と宣告されて以降、初となるオナニーマシーンの定期ライブ『ティッシュタイム』を拡大版『ティッシュタイム・フェスティバル～大感謝祭～』として2019年10月22日豊洲PITで開催。オナニーマシーンとして大トリを務め、言葉にならない声でアンコールまで歌い上げた。
2019年12月19日2時50分、都内の病院で身内に看取られ永眠。53歳没。戒名は「性春昌幸信士」（せいしゅんしょうこうしんじ）である。通夜と葬儀は近親者のみで執り行われた。

### 没後
イノマーの没後、テレビ東京系のテレビ番組「家、ついて行ってイイですか?」（2020年3月18日放送）でイノマーと事実婚関係にあった、葬儀を終えたばかりの夫人が番組の取材に応じ、夫との出会いや闘病生活の様子などについて語った。2021年1月6日には一周忌法要の模様などが放送され、この回がギャラクシー賞のテレビ部門1月度月間賞を受賞するなど大きな反響を呼んだ。この放送は学校の命についての教材として使われたこともある。上記番組とは別に、闘病中から死の瞬間までカメラが回っていたのは、バンドマンとして親交があったテレビ東京ディレクター（当時）・上出遼平が放送される見込みのないままも密着していたため。この詳細は上出の著書『ハイパーハードボイルドグルメリポート』（朝日新聞出版）にも綴られている。
2022年7月16日、東京ガーデンシアターにて、「イノマーロックフェスティバル」が開催された。

## 著書
- 「ドーテー島」たかだ書房 2002
- 「イノマー&ミネタの 真夜中のふたりごと」（ミネタとの共著） 宝島社 2002
- 「恋のチンチンマンマン」たかだ書房 2004
- 「ふたりごと」（ミネタとの共著）たかだ書房 2005
- 「BAKA IS NOT DEAD!! イノマーGAN日記 2018-2019」 国書刊行会 2022